# Nonciature apostolique en Gambie
La nonciature apostolique en Gambie constitue la représentation officielle du Saint-Siège à Monrovia, où réside le nonce apostolique. Ce dernier est également le représentant du Saint-Siège au Liberia.

## Histoire
La première représentation papale auprès de la Gambie date de 1979 sous la forme d'un pro-nonce apostolique. Le premier diplomate fut le prélat allemand Johannes Dyba. À partir de 1995, les relations évoluent et un nonce apostolique est envoyé pour la première pour entretenir les relations entre les deux pays. 

## Représentants papaux auprès de la Gambie

### Pro-nonces apostoliques
- Johannes Dyba (1979-1983)[1], également archevêque titulaire de Néapolis-en-Proconsulaire (de)
- Romeo Panciroli (en) (1984-1992)[2], également archevêque titulaire de Noba (de)
- Luigi Travaglino (1992-1995)[3], également archevêque titulaire de Litterae (de)

### Nonces apostoliques
- Antonio Lucibello (1995-1999)[4], également archevêque titulaire de Thurio (de)
- Alberto Bottari de Castello (1999-2005)[5], également archevêque titulaire de Foratiana (de)
- George Antonysamy (2005-2012)[6], également archevêque titulaire de Sulci (de)
- Mirosław Adamczyk (2013-2017)[7], également archevêque titulaire d'Otriculum (de)
- Dagoberto Campos Salas (2018-2022)[8], également archevêque titulaire de Forontoniana (de)
- Walter Erbì (en) (2022-en cours)[9], également archevêque titulaire de Nepeta (de)